# Bermejo (departement van Chaco)
Bermejo (Chaco) is een departement in de Argentijnse provincie Chaco. Het departement (Spaans:  departamento) heeft een oppervlakte van 2.562 km² en telt 24.215 inwoners.

## Plaatsen in departement Bermejo
- General Vedia
- Isla del Cerrito
- La Leonesa
- Las Palmas
- Puerto Bermejo
- Puerto Eva Perón